# SMARCD2
SMARCD2‏ (SWI/SNF related, matrix associated, actin dependent regulator of chromatin, subfamily d, member 2) هوَ بروتين يُشَفر بواسطة جين SMARCD2 في الإنسان.
البروتين المُرمَّز بواسطة هذا الجين عضوٌ في عائلة بروتينات SWI/SNF، التي تُظهر أعضاؤها نشاط الهيليكاز والأدينوزين ثلاثي الفوسفات (ATPase)، ويُعتقد أنها تُنظِّم نسخ جينات مُعيَّنة عن طريق تغيير بنية الكروماتين المحيطة بها. يُعدّ البروتين المُرمَّز جزءًا من مُركَّب إعادة تشكيل الكروماتين الكبير المُعتمد على الأدينوزين ثلاثي الفوسفات (ATP)، ويُشبه تسلسله بروتين Swp73 في الخميرة.